# Kalina (pismo)
Kalina – tygodnik beletrystyczny wydawany w Krakowie od 1 października 1866 do 15 października 1870 pod redakcją Tadeusza Wojciechowskiego i przy współpracy zwolenników emancypacji kobiet Michała Bałuckiego (piszącego pod pseudonimem Elpidon) i Alfreda Szczepańskiego, oraz Narcyzy Żmichowskiej, Ludwiki Leśniowskiej i innych.
Ukazały się 143 numery tego pisma.